# Svenneby Mellangårds naturreservat
Svenneby Mellangård är ett naturreservat i Svenneby socken i Tanums kommun i Bohuslän.
Området är skyddat sedan 1973 och är 3 hektar stort. Det är beläget vid Bottnafjorden mitt emot Bovallstrand på sydspetsen av halvön Hamnetången. Naturreservatet förvaltas av Västkuststiftelsen.